# Walter Dobschinski
Walter Dobschinski, de son vrai nom Dobrczinski (né le 29 octobre 1908 à Berlin et mort en 1996) est un tromboniste allemand.

## Biographie
Il étudie au Conservatoire Stern. Avant la Seconde Guerre mondiale, il joue dans l'orchestre de Teddy Stauffer, pendant la guerre auprès de Kurt Hohenberger dans l'Orchestre allemand de danse et de divertissement et de Henk Bruyns. En 1947, il rejoint la Berliner Rundfunk et monte son groupe de musiciens composé de musiciens du RBT-Orchester (qui jouent dans les deux formations) et de musiciens supplémentaires tels que le trompettiste Macky Kasper. De février 1947 à juin 1949 (et lors d’une session d’enregistrement unique en mai 1954), il enregistre de nombreux titres pour Amiga, mais également pour d’autres maisons de disques.

## Enregistrements
1947
- Schade um die Zeit (Detlev Lais)
- Ay, Ay, Ay (Rita Paul)
- Wenn ich Dich seh’ (Detlev Lais)
- Amor, Amor (Peter Rebhuhn)
- Begin the Beguine (Rita Paul)
- Managua Nicaragua (Rita Paul)
- Ramona (Detlev Lais)
- Angelina (Ilja Glusgal)
- Tampico (Rita Paul)
- Bananas (Ilja Glusgal)
- Ich küsse ihre Hand, Madame (Detlev Lais)
- Der alte Laternenanzünder (Peter Rebhuhn)
- Sensation am Broadway (Ilja Glusgal)

1948
- Gib mir ’nen Kuss (Rita Paul)
- Es war einmal eine Liebe (Detlev Lais)
- Ciu, Ciu, Ciu (Rita Paul et Ilja Glusgal)
- Negermamas Wiegenlied (Detlev Lais)
- Chi-baba, Chi-baba (Ilja Glusgal)
- Nach Regen scheint Sonne (Ilja Glusgal)
- Ja, so fängt es immer an (Rita Paul)
- Fettpolka (Corni-Trio)
- Urwald-Revue (Rita Paul)
- Doctor Lawyer, Indian Chief (Drei Wolterries)
- Manana, Manana (Rita Paul)
- O Donna Juanita (Rita Paul et Ilja Glusgal)
- Schau mich bitte nicht so an (Werner Schmah)
- Maria von Bahia (Ilja Glusgal)
- Ach, lachen sie doch (Ilja Glusgal)

1949
- Wenn die Glocken hell erklingen (Werner Schmah)
- The rich maharadja of Magador (Ilja Glusgal)
- Geisterreiter (Rita Paul et Cornel-Trio)

## Source de la traduction
- (de) Cet article est partiellement ou en totalité issu de l’article de Wikipédia en allemand intitulé « Walter Dobschinski » (voir la liste des auteurs).